# Provincia de Namentenga
Namentenga es una de las 45 provincias de Burkina Faso, su capital es Boulsa.

## Departamentos (población estimada a 1 de julio de 2018)
La provincia está dividida en seis departamentos:
- Boala 37,377
- Boulsa 113,355
- Bouroum 64,546
- Dargo 40,450
- Nagbingou 23,279
- Tougouri 107,768
- Yalgo 45,347
- Zéguédéguin 30,635